# Benoît Biscop
Pour les articles homonymes, voir Benoît et Saint Benoît.
Benoît Biscop ou Biscop Baducing est un moine et lettré northumbrien né vers 628 et mort le 12 janvier 689. Il est le fondateur des monastères de Wearmouth et Jarrow, qui deviennent deux centres culturels et religieux importants du Nord de l'Angleterre. Considéré comme saint après sa mort, il est fêté le 12 janvier.
Sa vie est principalement connue par l'entremise de l'Historia abbatum, une série de biographie des abbés de Wearmouth-Jarrow rédigée par le moine Bède le Vénérable.

## Biographie

### Origines
Né vers 628, Biscop est issu de la famille noble des Baducing. Son nom, qui signifie « évêque » en vieil anglais, suggère que ses parents sont chrétiens. Il sert le roi Oswiu de Northumbrie en qualité de thegn jusqu'en 653. Cette année-là, âgé de vingt-cinq ans, il décide de devenir moine et part en pèlerinage à Rome, accompagné de l'évêque Wilfrid qu'il rencontre durant son séjour à la cour du Kent.
De retour en Angleterre, Biscop devient un proche du prince Alhfrith, le fils d'Oswiu. Celui-ci empêche son fils d'accompagner Biscop dans son deuxième voyage à Rome, vers 665. Sur le chemin du retour, Biscop s'arrête à l'abbaye de Lérins, où il est tonsuré et reste moine pendant deux ans. C'est durant cette période qu'il adopte le cognomen Benoît en hommage à Benoît de Nursie,.
Son troisième voyage à Rome prend place en 667, au même moment que celui de Wighard, l'archevêque de Cantorbéry. Lorsque Wighard meurt avant d'avoir être sacré, le pape Vitalien nomme le moine Théodore de Tarse à la tête de l'Église anglaise et demande à Benoît Biscop de l'accompagner en Angleterre pour lui servir d'interprète. Bien qu'il aurait souhaité finir ses jours à Lérins, il accepte.
De 669 à 671, Benoît Biscop dirige l'abbaye Saint-Pierre-et-Saint-Paul de Cantorbéry en attendant l'arrivée en Angleterre d'Adrien, l'associé de Théodore. Il effectue ensuite un voyage à Rome et à Vienne pour y faire l'acquisition de livres sacrés. À son retour, en 672, il envisage de s'installer dans le royaume des Ouest-Saxons pour y fonder un monastère, mais son ami le roi Cenwalh meurt la même année, ce qui l'incite à rentrer dans son royaume natal.

### Wearmouth et Jarrow

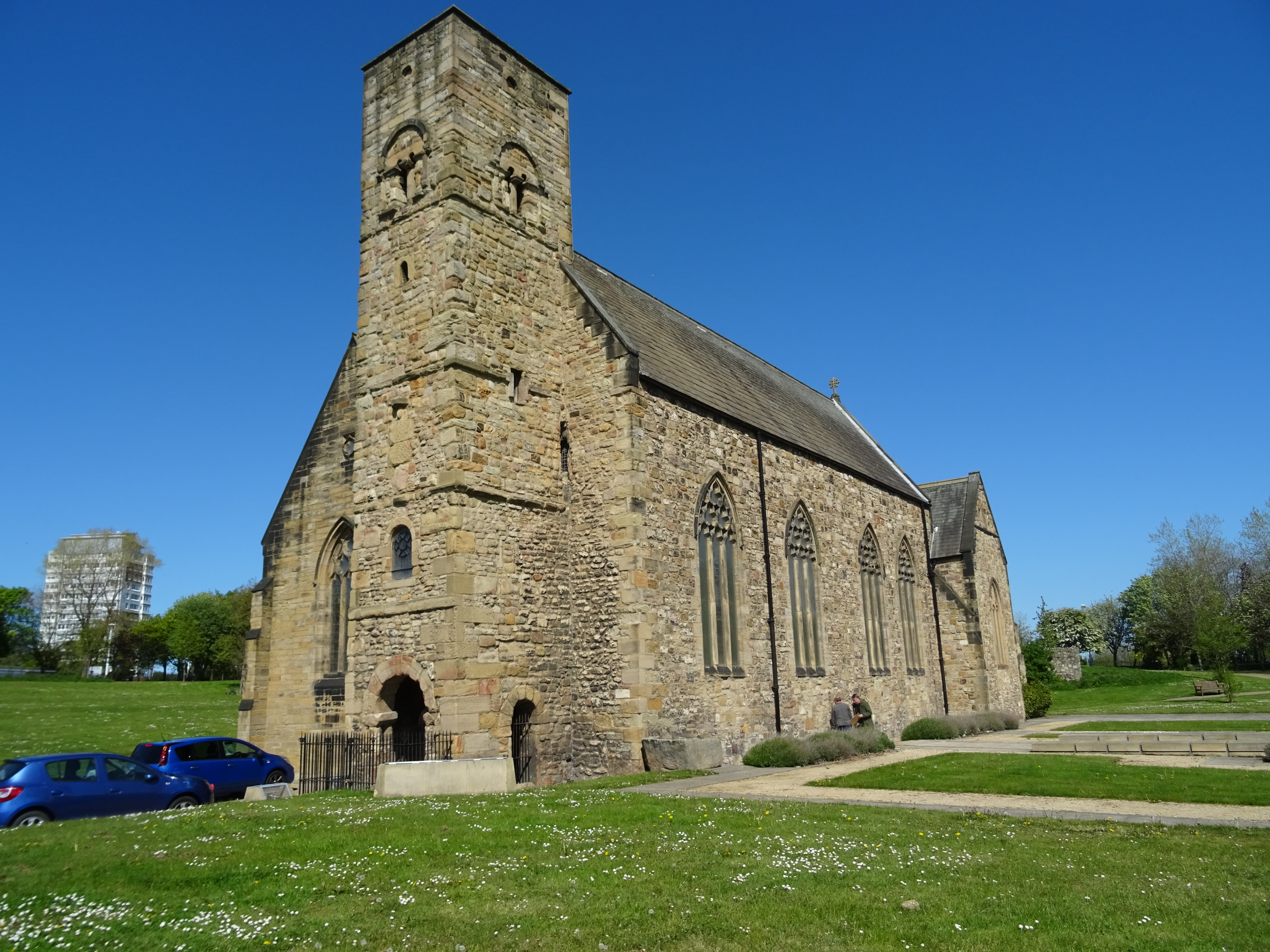
L'église Saint-Pierre de Wearmouth.

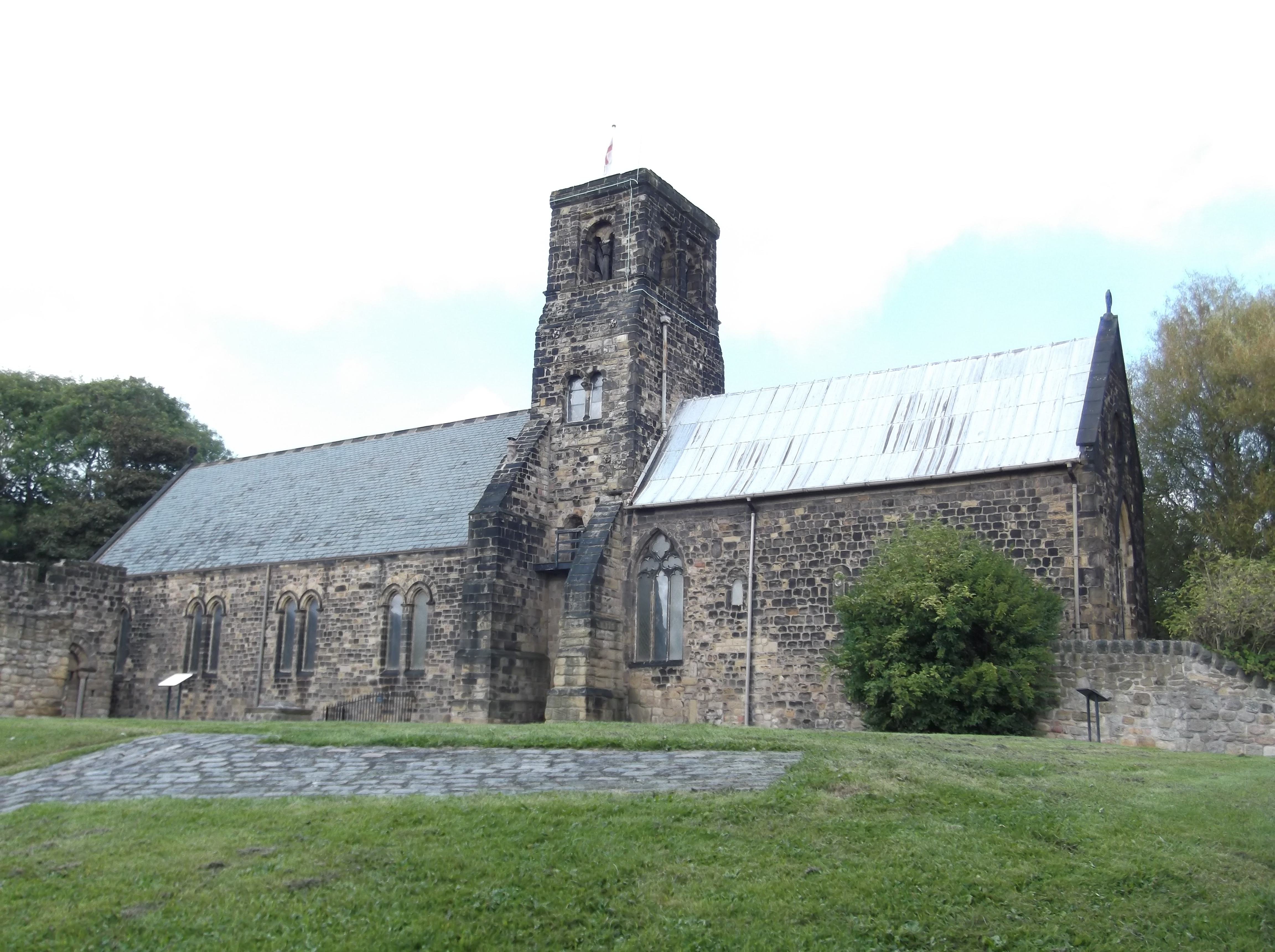
L'.

Le roi Ecgfrith offre à Benoît Biscop un terrain de 70 hides qui lui permet de fonder en 674 le monastère Saint-Pierre de Wearmouth. Il fait appel à des maçons francs pour y construire une église dont la décoration est assurée par des verriers et des artisans également d'origine franque. Ces hommes sont également chargés d'enseigner leur art aux artisans locaux. Les livres acquis par Benoît à Rome et à Vienne constituent la bibliothèque de la nouvelle abbaye, qui s'agrandit d'ouvrages supplémentaires rapportés de son cinquième voyage à Rome, en 679. Il en rapporte également des reliques et d'autres objets précieux, ainsi qu'un privilège du pape Agathon qui garantit l'indépendance de l'abbaye vis-à-vis de tout contrôle extérieur.
Benoît fonde un deuxième monastère en 682 à Saint-Paul de Jarrow, sur un terrain de 40 hides offert par Ecgfrith. La nouvelle communauté comprend vingt moines venus de Wearmouth sous la direction du prieur Ceolfrith. Parmi eux se trouve probablement le jeune Bède.
Ayant confié la direction de Wearmouth à son cousin Eosterwine, Benoît effectue son dernier voyage à Rome en 685. Il en ramène davantage de livres et plusieurs trésors, dont des manteaux de soie qu'il utilise pour acheter des terres au profit de ses deux monastères. À son retour, il confirme l'élection de Sigfrith à la tête de Wearmouth, Eosterwine ayant succombé à la peste en son absence. Les deux hommes sont frappés de paralysie et meurent à quelques mois d'intervalle, Sigfrith en août 688 et Benoît le 12 janvier 689. Ceolfrith devient alors abbé des deux monastères de Wearmouth et Jarrow,.

## Culte
Benoît Biscop devient l'objet d'un culte très peu de temps après sa mort, comme en témoigne l'homélie rédigée par Bède le Vénérable pour célébrer l'anniversaire de sa mort. Ses reliques sont transférées à l'abbaye de Thorney par l'évêque Æthelwold de Winchester vers 980, ce qui contribue à populariser son culte. Il est fêté le 12 janvier.
L'église paroissiale du village de Wombourne, dans le Staffordshire, est dédiée à Benoît Biscop. En 2004, la cité de Sunderland fait de Benoît Biscop son saint patron.